# Anna Caldén
Anna Caldén, född 1981 i Nykarleby, är en finländsk socionom och politiker.
Anna Caldén är född med diastrofisk dysplasi. Hon är kortväxt och sitter i rullstol. Efter högstadiet flyttade hon till Vasa för att studera på en   folkhögskola och därefter på gymnasiet. Hon drömde om att bli psykolog, men när betygen inte räckte till utbildade hon sig istället till socionom.
Caldén började som lokalpolitiker i Nykarleby år 2004 och 2016 valdes hon till ordförande för Samarbetsförbundet kring funktionshinder (SAMS). Hon var kretsordförande för Finlands svenska socialdemokrater i Österbotten 2019-2023 och är sedan 2021 vice ordförande i partidistriktet.
Hon utsågs till   Socialdemokraternas kandidat i Vasa valkrets inför riksdagsvalet 2023 och senare samma år till sommarpratare i radioprogrammet Vegas sommarpratare i YLE år 2023.